# Wharanui

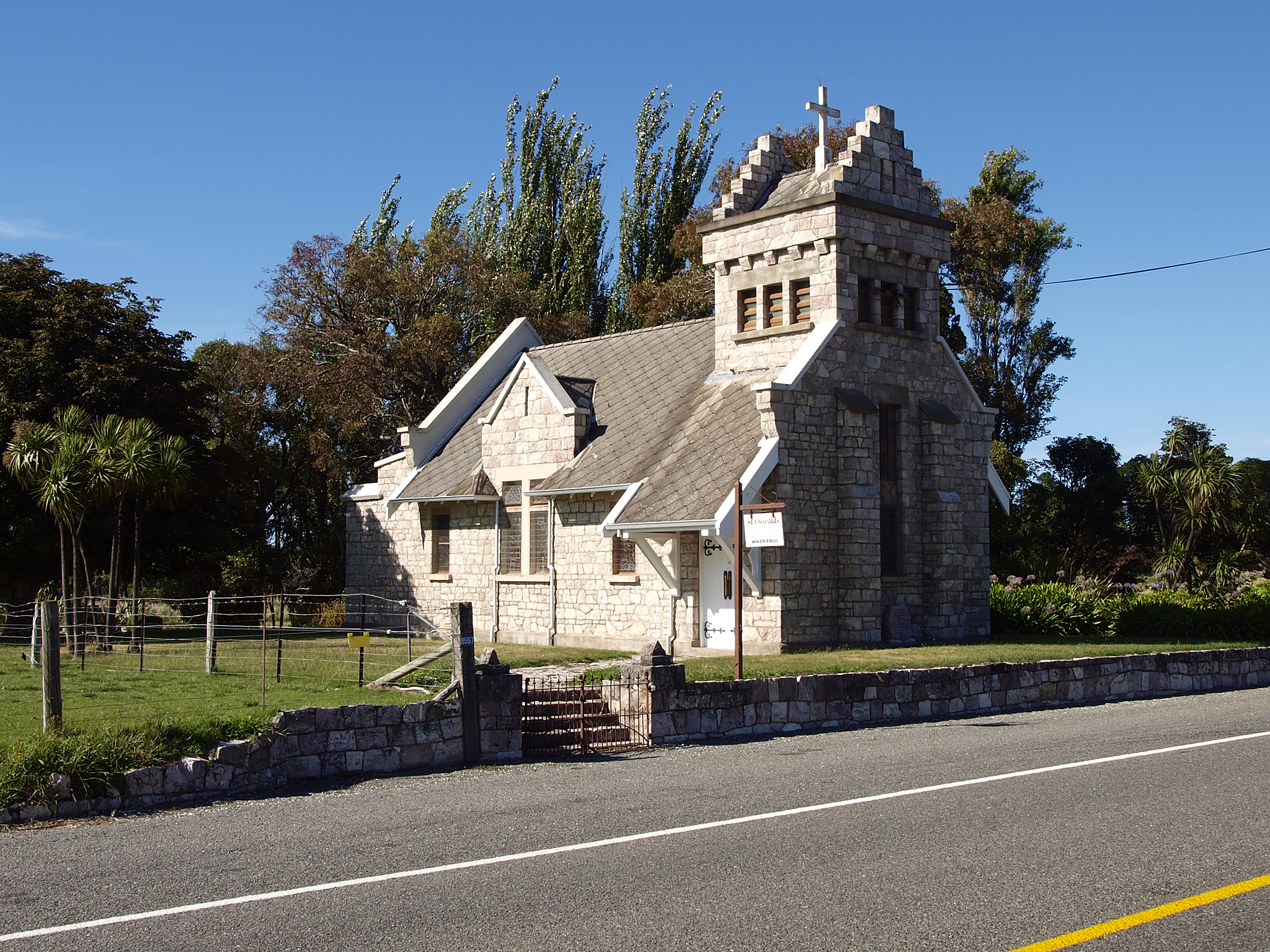
Kleine anglikanische Kirche St Oswalds, Wharanui

Wharanui ist eine kleine Siedlung im Marlborough District auf der Südinsel von Neuseeland.

## Geographie
Die Siedlung befindet sich auf einem 20 km langen und bis zu 2 km breiten Küstenstreifen zwischen Ward und Clarence, am nördlichen Teil der Ostküste Südinsel. Der Küstenstreifen von Wharanui erstreckt sich von Chancet Rocks im Norden bis zum Willawa Point im Süden. Er besteht im Wesentlichen aus Sanddünen und fruchtbarem Schwemmland.
Blenheim im Norden, liegt 61 Straßenkilometer entfernt und nach Kaikoura im Südwesten sind es rund 70 km. Verkehrstechnisch bestens angebunden, führt der New Zealand State Highway 1 entlang der Küste direkt durch das Farmland der Siedlung. Auch der South Island Main Trunk Railway durchquert das Siedlungsgebiet, besitzt aber heute keinen Haltepunkt zur verkehrstechnischen Anbindung mehr.

## Geologische Anomalie
In einem 1988 veröffentlichten wissenschaftlichen Artikel wurde diskutiert, woher der außergewöhnlich hohe Anteil an Iridium und 18 verschiedenen anderen Elementen, die in der Gegend von Wharanui nachgewiesen wurden, kommen könnten. Besonders die hohen Konzentrationen von Nickel, Chrom und Iridium, die in ihrer Konzentration untypisch für Schichten der Erdkruste sind, könnten darauf hinweisen, dass zum Ende der Kreidezeit ein Meteoriteneinschlag in dem Gebiet stattgefunden hat.

## Geschichte
Wharanui ist der maorische Name einer einheimischen Flachsart, phormium tenax, und Flachs war genau das, was die Siedler der ersten Tage in der Gegend angebaut haben.
Als der South Island Main Trunk Railway von Blenheim weiter nach Süden an der Ostküste weiter gebaut wurde, bekam der Ort 1915 einen eigenen kleinen Bahnhof. Die Station wurde am 3. Oktober 1915 für den Gütertransport und am 4. Dezember 1915 für den Personenverkehr eröffnet. Am 29. März 1981 wurde der Personentransport eingestellt und am 13. Oktober 1986 würde die Anbindung an den Gütertransport aufgeben.

## Sehenswürdigkeit
Beeindruckendstes Gebäude der Gegend ist die kleine anglikanische Kirche St Oswalds, direkt an dem State Highway liegend jedem vorbeifahrenden sofort auffällt. Die Kirche wurde 1927 von dem Siedler Charles Frank Murray errichtet. Die Familie Murray besaß seinerzeit das größte Anwesen in dem Siedlungsgebiet. Heute wird die Kirche von der Gemeinde Awatere Christian Joint Venture, die sich aus allen christlichen Glaubensrichtungen zusammensetzt, genutzt.